# يطقان
اليَطَقان (بالتركية: Yatağan) هو نوع من السيوف العثمانية أو المناصل القصيرة أو السكاكين، استخدم من منتصف القرن السادس عشر حتى أواخر القرن التاسع عشر. كان اليَطَقان سلاحًا شائعًا في الدولة العثمانية، وانتشر على نطاق واسع في المناطق الواقعة تحت النفوذ العثماني المباشر، مثل البلقان والقوقاز وشمال إفريقيا.
يتميز اليَطَقان بشفرة منحنية قليلاً وحادة من جهة واحدة، مع مقبض منحني غالبًا ما يكون مزخرفًا بشكل فني. كان هذا السلاح فعالًا في القتال القريب واستخدمه الجنود والميليشيات وكذلك المدنيون في بعض الحالات، مما جعله سلاحًا ذا طابع رمزي في الثقافة العثمانية.

## الوصف
اليَطَقان هو نوع من السيوف العثمانية أو المناصل القصيرة التي استخدمها العثمانيون من منتصف القرن السادس عشر إلى أواخر القرن التاسع عشر. يُعتقد أن الأسلحة ذات الخصائص المشابهة لليطقان كانت مستخدمة منذ العصور القديمة، ولكن علاقتها به ومكان نشأتها لا يزالان غير معروفين. اقترح بعض الباحثين أن اليطقان ليس سلاحًا أصليًا في آسيا الوسطى أو بلاد فارس، وأن العثمانيين قد تبنوا هذه السيوف من خلال فتوحاتهم، ربما في البلقان.
يتكون اليَطَقان من نصل أحادي الحافة ذو انحناء أمامي ملحوظ، حيث يكون الجزء الأمامي من النصل منحنيًا بشكل واضح. أما المقبض فيتكون من لوحتين للقبضة متصلتين، ويعزز نهاية المقبض التي تكون غالبًا على شكل أذنين كبيرتين، مما يساعد على منع انزلاق اليد أثناء القتال. يتم تغطية الفجوة بين المقابض بحزام معدني مزخرف.
تُصنع الشفرات عادة من الفولاذ الصلب المقسى لزيادة المتانة، ويُصنع المقبض من العظام أو القرن أو العاج أو الفضة، مع بعض الاختلافات الإقليمية في التصميم، مثل كون اليَطَقان في البلقان له آذان أكبر مصنوعة من العظام أو العاج، في حين أن اليَطَقان في الأناضول عادة ما يكون له آذان أصغر مصنوعة من القرن أو الفضة.
استخدم سيف اليطقان بشكل أساسي من قبل الإنكشارية وجنود المشاة العثمانيين، وتميز بحجمه الصغير وخفته، مما جعله سهل الحمل ولا يعيق الجنود أثناء المسير على الخصر. غالبًا ما كان يتم تزيين النصل بالآيات القرآنية أو الرموز الإسلامية مثل شعار ختم سليمان أو توقيع الصانع، مما يضفي عليه طابعًا رمزيًا وثقافيًا عميقًا.
كانت إسطنبول وفوتشا وبريزرن هي المراكز الرئيسية لإنتاج اليَطَقان في الإمبراطورية العثمانية. تُعتبر مدينة ياتاجان الواقعة في جنوب غرب تركيا (التي تعرف الآن بـ مقاطعة دنيزلي) مسقط رأس سيف اليَطَقان. ووفقًا للأسطورة، فإن عثمان باي، قائد وحداد سلجوقي، قد اخترع هذا السلاح بعد أن غزا المدينة، وأصبح اسمه مرتبطًا بهذا السيف الذي أصبح يُعرف عالميًا.
استخدم اليَطَقان في القتال القريب، بالإضافة إلى كونه رمزًا للمكانة الاجتماعية، حيث كان يُرتدى كأداة زخرفية تحمل قيمة رمزية في المجتمع العثماني. في الفترة من 1750 إلى 1860، كان اليَطَقان يُمثل سلاحًا حيويًا في المعارك، وكان يرتديه كل من العسكريين والمدنيين كرمز للسلطة والمكانة.